# Tenuiphantes striatiscapus
Tenuiphantes striatiscapus är en spindelart som först beskrevs av Jörg Wunderlich 1987.  Tenuiphantes striatiscapus ingår i släktet Tenuiphantes och familjen täckvävarspindlar.
Artens utbredningsområde är Kanarieöarna. Inga underarter finns listade i Catalogue of Life.